# 빌 슈티
윌리엄 던컨 슈에트(William Duncan Schuette, 1953년 10월 13일, 미시간주 미들랜드 ~ )은 미국의 정치인으로 미시간 법무장관이다.

## 학력
- 조지타운 대학교 이학사
- 샌프란시스코 대학교 법무박사

## 경력
- 1985.01 ~ 1991.01 제99·100·101대 미국 미시간 제10선거구 연방하원의원
- 1991.01 ~ 1994.02 제16대 미국 미시간 농무부 국장
- 1995.01 ~ 2003.01 제88·89·90·91대 미시간주 제35선거구 상원의원
- 2003.01 ~ 2009.01 미시간 제4지방 항소법원 판사
- 2011.01 ~ 2019.01 제53대 미시간 법무장관

## 역대 선거 결과
| 선거명      | 직책명                       | 대수  | 정당   | 득표율 | 득표수      | 결과 | 당락                   |
| ----------- | ---------------------------- | ----- | ------ | ------ | ----------- | ---- | ---------------------- |
| 1984년 선거 | 하원의원 (미시간 제10선거구) | 99대  | 공화당 | 50.06% | 104,950표   | 1위  | 미시간주 하원의원 당선 |
| 1986년 선거 | 하원의원 (미시간 제10선거구) | 100대 | 공화당 | 51.15% | 78,475표    | 1위  | 미시간주 하원의원 당선 |
| 1988년 선거 | 하원의원 (미시간 제10선거구) | 101대 | 공화당 | 72.74% | 152,646표   | 1위  | 미시간주 하원의원 당선 |
| 1990년 선거 | 상원의원 (미시간 제2부)      | 102대 | 공화당 | 41.23% | 1,055,695표 | 2위  | 낙선                   |
| 1994년 선거 | 상원의원 (미시간 제35부)     | 88대  | 공화당 | 71.91% | 61,121표    | 1위  | 미시간 주의원 당선     |
| 1998년 선거 | 상원의원 (미시간 제35부)     | 90대  | 공화당 | 70.37% | 61,510표    | 1위  | 미시간 주의원 당선     |
| 2010년 선거 | 미시간 법무장관              | 53대  | 공화당 | 52.59% | 1,649,223표 | 1위  | 미시간주 법무장관 당선 |
| 2014년 선거 | 미시간 법무장관              | 53대  | 공화당 | 52.11% | 1,603,471표 | 1위  | 미시간주 법무장관 당선 |
| 2018년 선거 | 미시간 주지사                | 49대  | 공화당 | 43.80% | 1,859,534표 | 2위  | 낙선                   |